# Agnes von Görz und Tirol

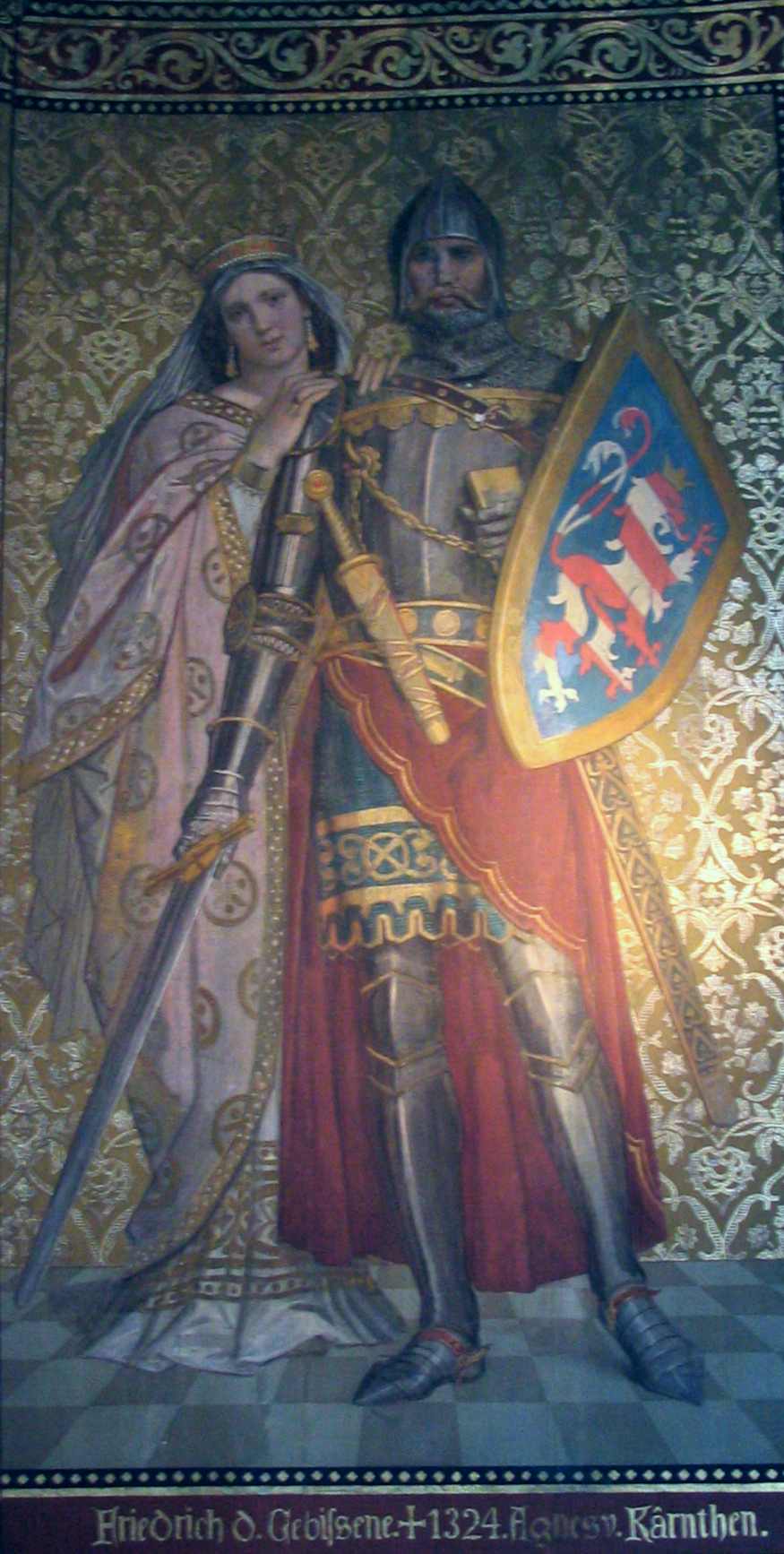
Friedrich der Gebissne und Agnes von Kärnthen, Historienmalerei des 19. Jh. im Großen Saal der Albrechtsburg (Meißen)

Agnes von Görz und Tirol († 14. Mai 1293) war Landgräfin von Thüringen und Markgräfin von Meißen.

## Leben
Agnes von Görz und Tirol war eine Tochter von Meinhard II. von Kärnten und Elisabeth von Bayern. Brüder von ihr waren u. a. Otto III. von Kärnten (um 1265–1310) und Heinrich von Kärnten (um 1270–1335). Elisabeth von Görz und Tirol (um 1262–1313) war ihre Schwester.
Agnes von Görz und Tirol heiratete 1286 in Wien Friedrich I. (* 1257, † 16. November 1323) und wurde dadurch Markgräfin von Meißen und Landgräfin von Thüringen. Kurz nach der Geburt ihres gemeinsamen Sohnes Friedrichs des Lahmen (* 9. Mai 1293; † 13. Januar 1315 in Zwenkau) verstarb Agnes von Görz und Tirol.
Nach ihrem Tod heiratete Friedrich I. am 24. August 1301 erneut.